# Sphaeronaema solandri
Sphaeronaema solandri är en svampart som beskrevs av Cooke 1890. Sphaeronaema solandri ingår i släktet Sphaeronaema, divisionen sporsäcksvampar och riket svampar.   Inga underarter finns listade i Catalogue of Life.